# 弗朗齐歇克·斯梅塔纳
弗朗齐歇克·斯梅塔纳（捷克語：František Smetana，1997年11月28日—），捷克男子射击运动员，2023年欧洲运动会男子50米步枪三姿团体银牌得主、2023年世界射击锦标赛男子10米气步枪团体银牌得主和男子10米气步枪铜牌得主。